# Mount Baker Ridge Tunnel

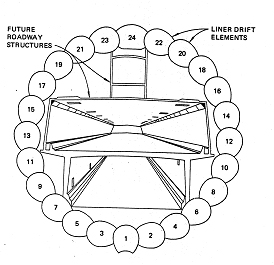
Querschnitt durch die dritte Röhre der Mount Baker Tunnel. Außen sind die 24 mit Beton verpressten Vortriebe zu erkennen.

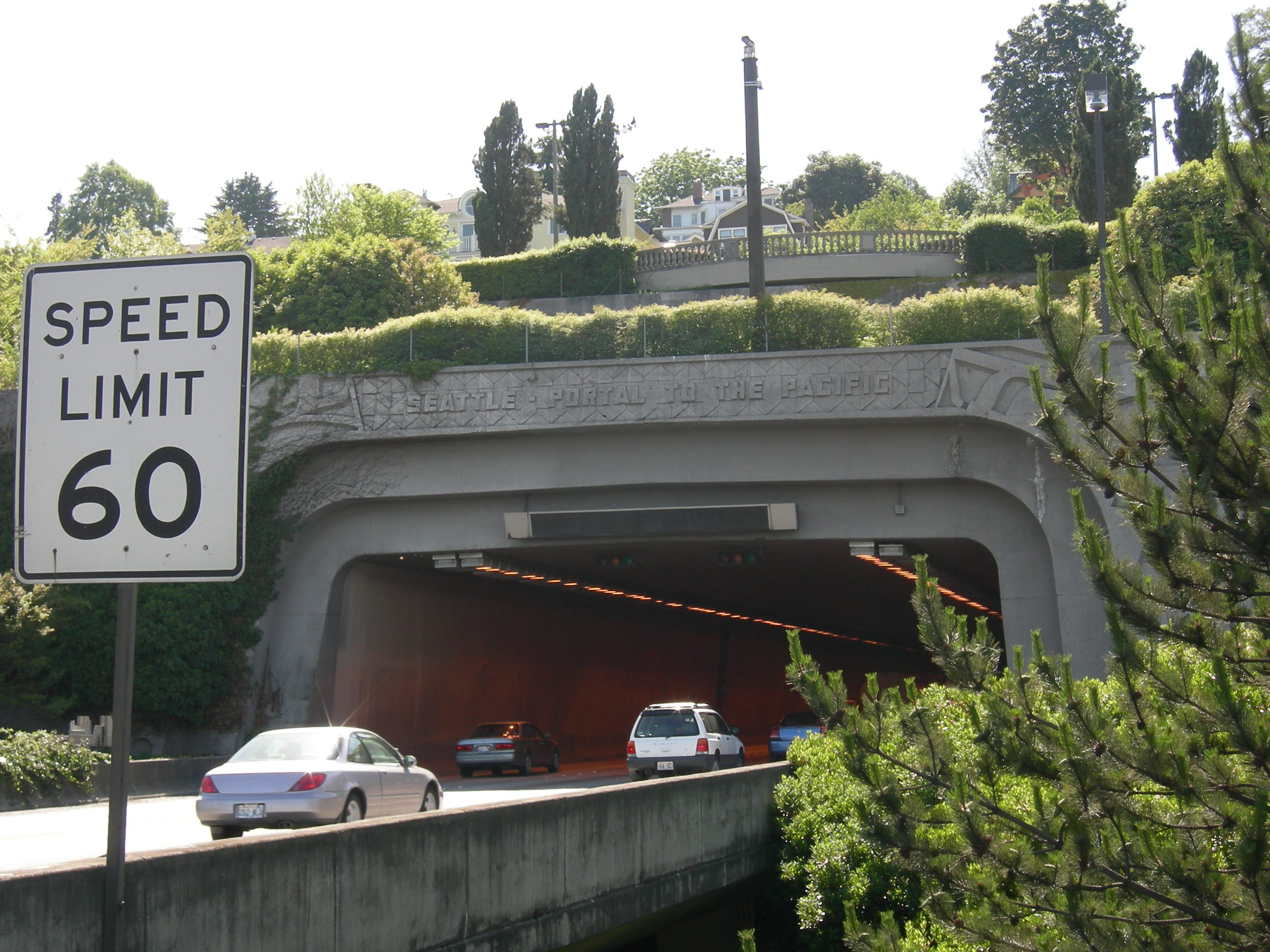
Ostportal der mittleren Ebene in der dritten Röhre, der Eingang zum Fußgänger und Radtunnel ist nicht sichtbar. Er befindet sich unterhalb der obersten sichtbaren Brüstung.

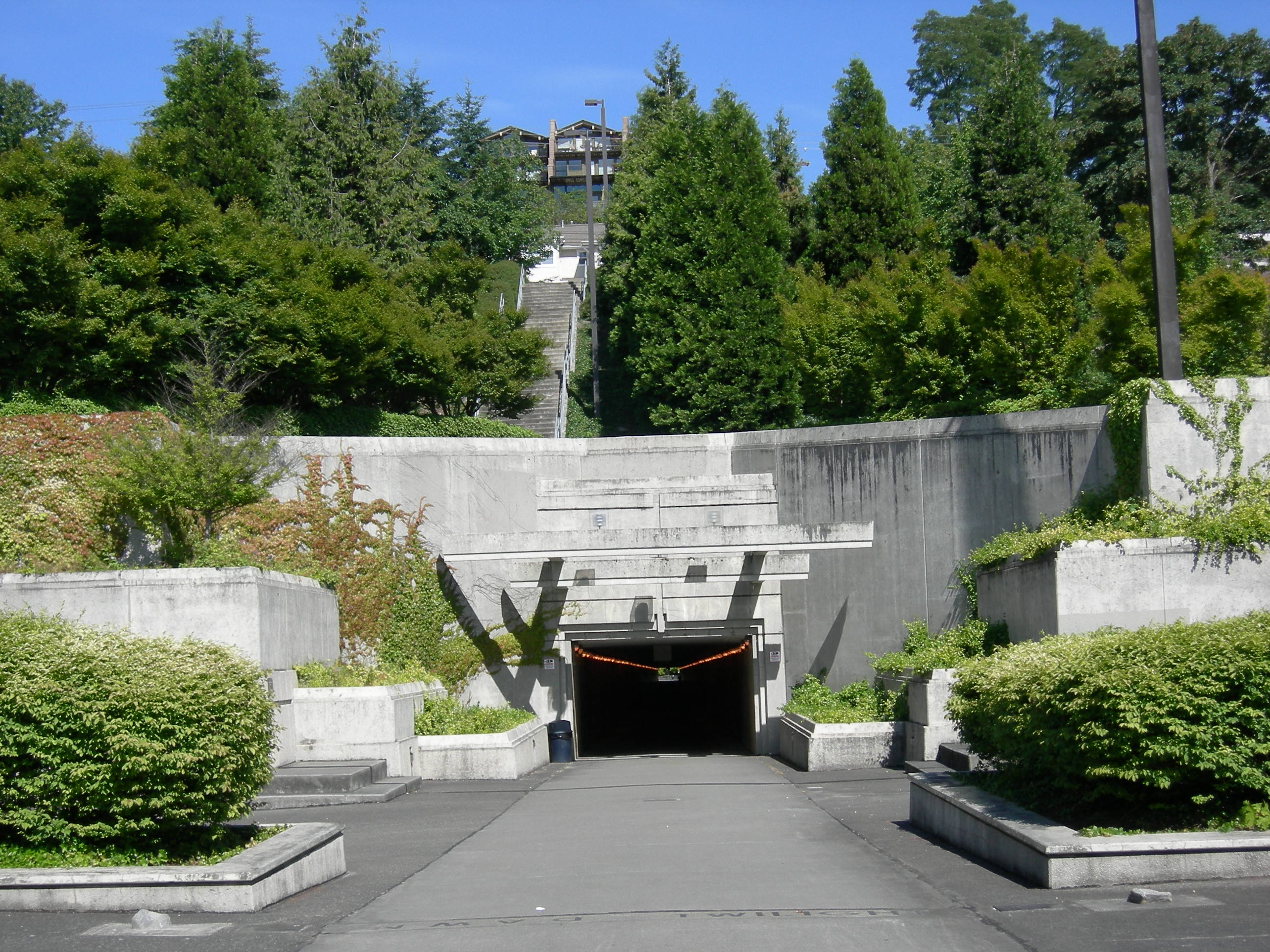
Westportal des Fußgänger und Radtunnels

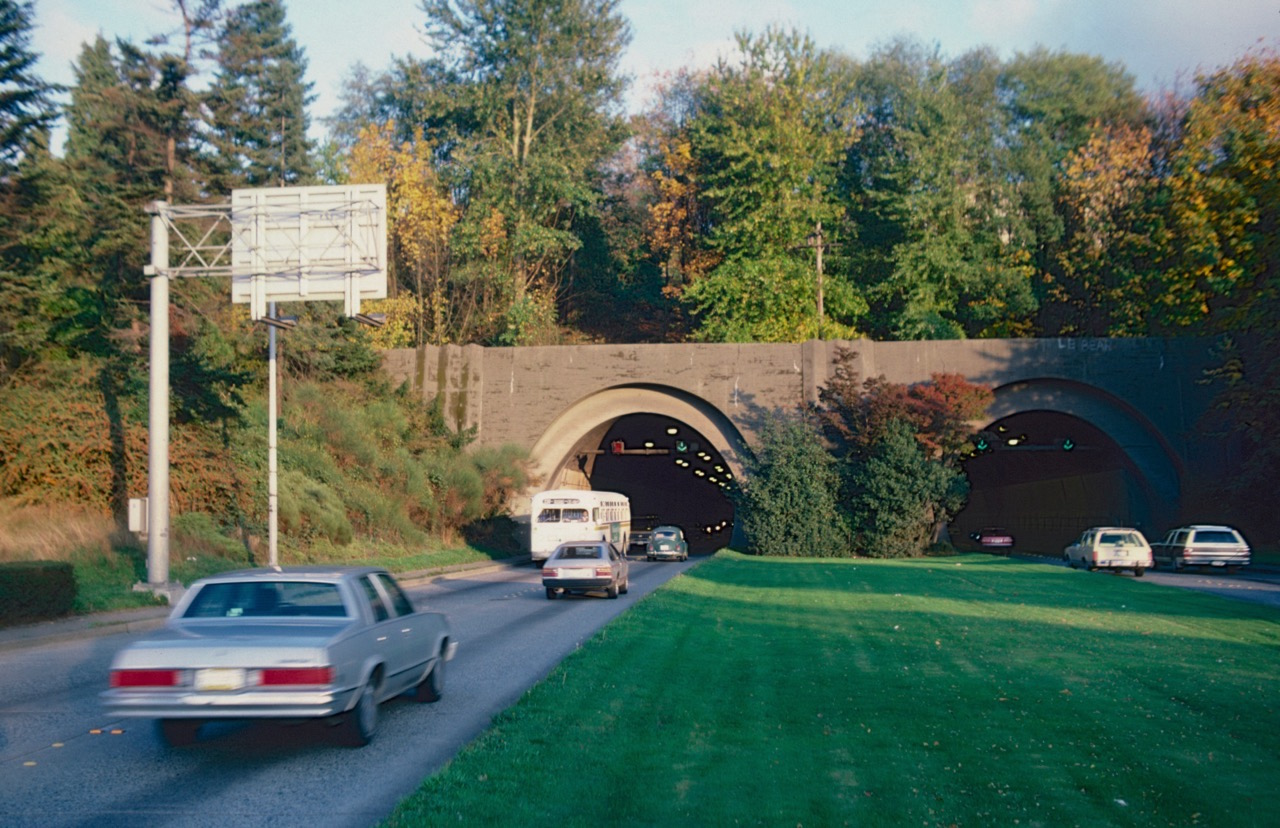
Altes Westportal im Oktober 1982, mit umkehrbaren Fahrspuren

Die Mount Baker Ridge Tunnel oder Mount Baker Tunnel liegen im US-Bundesstaat Washington und führen die Interstate 90 unter dem Mount Baker Stadtviertel von Seattle hindurch. Die Anlage besteht aus drei Tunnelröhren: die ersten beiden wurden 1940 zusammen mit der Lake Washington Floating Bridge eröffnet, die dritte 1991. Die Tunnel unterführen acht Fahrstreifen der Autobahn, sowie einen Fuß- und Radweg, der in der dritten Tunnelröhre über den Fahrbahnen der Interstate geführt wird.
Die Tunnel wurden 1982 in das National Register of Historic Places (# 82004243) aufgenommen. Die American Society of Civil Engineers (ASCE) zeichnete das Bauprojekt 1990 mit dem Outstanding Civil Engineering Achievement Award aus und listet die Ostportale zusammen mit der Lake Washington Floating Bridge seit 2008 als Historic Civil Engineering Landmark. Weiterhin sind die Tunnel ein Seattle Landmark.

## Geschichte

### Die ersten zwei Röhren
Anfang des 20. Jahrhunderts wurde nach Möglichkeiten zur besseren Erschließung der Ostküste des Lake Washingtons von Seattle gesucht. Mit staatlichen Geldern, welche während der Great Depression zur Verfügung gestellt wurden, konnte das Lake Washington Bridge Projects umgesetzt werden, das den U.S. Highway 10 von Bellevue über Mercer Island nach Seattle führt. Das Projekt umfasst neben dem Kernstück, der Lake Washington Floating Bridge, auch die East Channel Bridge, welche den Verkehr von Bellevue nach Mercer Island bringt und die Tunnel durch den Mount Baker, welche den Verkehr der Schwimmbrücke in die Innenstadt von Seattle bringt. Ursprünglich war nur eine Röhre vorgesehen, das Projekt wurde erst später auf zwei Fahrstreifen und einen Bürgersteig pro Tunnel erweitert.
Der Bau der Tunnel wurde 1939 für 1,37 Millionen US-Dollar an die Bates and Rogers Construction Company vergeben. Die Bauarbeiten am Ostportal begannen mit einer 115-tägigen Verzögerung auf Grund von Wegrechtsstreitereien – es war vorgesehen den ganzen Tunnel von Osten her aufzufahren. Als festgestellt wurde, dass der geplante Eröffnungstermin nicht eingehalten werden kann, wurde der Baukredit um 30.000 US-Dollar erhöht, damit auch von der Westseite aus gegraben werden konnte. Der Ausbruch im Blauton in der Belgischen Bauweise erfolgte ohne Sprengstoff und Bohren einzig durch den Abbau mit Drucklufthammer, wobei ein sehr starker Ausbau nötig war um das plastische Material zu stabilisieren. Der Kern wurde mit einem elektrischen Bagger abgebaut, der das Material auf eine elektrische Lorenbahn verlud. Der Tunnelbau war von großen Schwierigkeiten begleitet. Setzungen von bis zu 30 cm führten zu Bergschäden an darüber liegenden Straßen und Häusern. Der Bau beider Portale löste größere Erdrutsche aus. Trotzdem gelang es, die Tunnel zusammen mit der Lake Washington Bridge termingerecht am 2. Juli 1940 dem Verkehr übergeben zu können.
Mit dem zunehmenden Verkehr wurde in den sechziger Jahren die beiden inneren Fahrspuren mit Wechselverkehrszeichen ausgerüstet, so dass sie je nach Hauptverkehrsrichtung westwärts oder ostwärts gerichteten Verkehr führen konnten.

### Die dritte Tunnelröhre
1986 wurden im Zuge des Ausbaus des U.S. Highway 10 zum Interstate 90 die bestehenden beiden Röhren durch eine dritte Röhre mit wesentlich größerem Durchmesser ergänzt. Der Bau nach einer einzigartigen Methode wurde für 38,3 Millionen US-Dollar an die Guy F Atkinson Construction Co vergeben. Zuerst wurden vor den zukünftigen Tunnelportalen je eine Baugrube von 27 m Tiefe und 30 m Durchmesser erstellt. Von dieser aus wurden die Tunnelwände erstellt, indem 24 kreisförmig aneinander liegenden Vortriebe mit 3 m Durchmesser ausgeführt und dabei jeder Vortrieb nach der Fertigstellung sofort mit Beton verpresst wurde. Danach wurde im Schutz der bereits fertigen Auskleidung der Ausbruch beginnend von der Kalotte vorgenommen. Der Innenausbau für die drei Verkehrsebene erfolgte mit vorgefertigten Trägern und Platten.
Alle drei Tunnelröhren wurden westlich der Mount Baker Ridge zwecks Lärmschutz um eine Eindeckung von 600 m verlängert. Die Eindeckung war das Resultat eines Einspruchs von Anwohnern, der den Bau der Interstate 90 seit den 1970er Jahren verzögerte. Die Mount-Baker-Tunnel gehören zum letzten sieben Meilen langen Teilstück der Interstate 90, das 1992 fertiggestellt wurde.
Nach der Eröffnung der dritten Tunnelröhre wurden die beiden bestehenden Röhren im Jahre 1993 saniert.

## Bauwerk

### Tunnelröhren von 1940
Die beiden ersten Röhren sind in einem Achsabstand von 18,2 m angelegt und haben einen hufeisenförmigen Querschnitte mit einer Breite von 8,8 m, die Überdeckung misst an der mächtigsten Stelle 38 m. Die Tunnel verfügten bei ihrer Fertigstellung über den größten in Lockergestein ausgebrochenen Querschnitt. Jede der beiden Röhren ist mit drei Luftkanälen belüftet, welche zu einem gemeinsamen Lüftungsschacht über den Tunneln führt.
Die Art-déco-Tunnelportale auf der Ostseite wurden vom Architekten Lloyd Lovegren entworfen. Der Künstler James Fitzgerald gestaltet die drei ursprünglich darin eingelassenen Flachreliefplatten mit Motiven der Indianer der Nordwestküste. Die mittlere Platte trug die Inschrift City of Seattle Portal of the North Pacific, die anderen die Inschriften The Orient und Alaska. Nachts war das Portal mit Scheinwerfern beleuchtet. Mit der Eröffnung der dritten Röhre wurden zwei der drei Platten entfernt – sie wären bei der neuen Verkehrsordnung für die Fahrzeuglenker ohnehin nur noch im Rückspiegel erkennbar gewesen.
Ursprünglich wies jede Röhre zwei 3,7 m breite Fahrstreifen und ein 90 cm breiter Bürgersteig auf, wobei die Südröhre vom ostwärts rollenden Verkehr benutzt wurde, während in der Nordröhre der Verkehr nach Westen floss. Mit der Eröffnung der dritten Tunnelröhre werden die beiden bestehenden Röhren nur noch vom Verkehr nach Osten benutzt, wobei sich in der Südröhre eine Fahrspur mit einem Standstreifen befindet und in der Nordröhre zwei Fahrspuren ohne Standstreifen.

### Tunnelröhre von 1986
Der 1986 eröffnete dritte Röhre war mit einem Innendurchmesser von 19,4 m wiederum bei seiner Fertigstellung der Tunnel mit dem größten Durchmesser in Lockergestein. Die drei Ebenen für die Verkehrswege sind in den Rohbau mit Betonträgern und -platten eingehängt. Die unterste Ebene wird von zwei Fahrspuren genutzt, die je nach Hauptverkehrsrichtung nach Westen oder Osten führen und dem öffentlichen Verkehr, sowie Fahrgemeinschaften vorenthalten sind. Die drei westwärts führende Fahrspuren nutzen die mittlere Ebene und zuoberst befindet sich der Fußgänger- und Radweg. Über dem Portal der mittleren Ebene wurde ähnlich wie bei den alten Röhren die Inschrift Seattle – Portal to the Pacific angebracht.